# 默瑟港 (新澤西州)
默瑟港（英語：Port Mercer）是位於美國新澤西州默瑟縣的非建制地區。

## 歷史
默瑟港的郵局於1849年設立，其後於1910年停運。

## 地理
默瑟港所處的海拔為高於海平面17米（即56英呎），而該地所採用的時區為UTC-5，即北美东部时区（EST）。同時該地設有夏令時間，為UTC-5調快一小時，即UTC-4（EDT）。